# Sandy Creek (Bahamas)
Sandy Creek (literalmente «el Arroyo Sandy») es un río del archipiélago y nación de las Bahamas. Se encuentra al noroeste de Andros Town (Pueblo de Andros) y al sureste de Owens Town (pueblo de Owens), cerca de Stafford y  Staniard Creeks. Se localiza en las coordenadas geográficas 22°48′N 77°52′O / 22.800, -77.867